# بيتر هوغن
بيتر هوغن (بالإنجليزية: Peter Hogan)‏ هو كاتب بريطاني، ولد في 5 مايو 1954 في لندن في المملكة المتحدة.